# On the Third Day
On the Third Day – trzeci album zespołu Electric Light Orchestra, wydany w grudniu 1973 roku.

## Lista utworów

### Strona I
| 1. | „Ocean Breakup/King of the Universe”       | 4:07  |
|    |                                            |       |
| 2. | „Bluebird is Dead”                         | 4:42  |
|    |                                            |       |
| 3. | „Oh No Not Susan”                          | 3:07  |
|    |                                            |       |
| 4. | „New World Rising/Ocean Breakup (reprise)” | 4:05  |
|    |                                            |       |
| 5. | „Showdown”                                 | 4:09  |
|    |                                            |       |
|    |                                            | 20:10 |
|    |                                            |       |

### Strona II
| 1. | „Daybreaker”                                      | 3:51  |
|    |                                                   |       |
| 2. | „Ma-Ma-Ma Belle”                                  | 3:56  |
|    |                                                   |       |
| 3. | „Dreaming Of 4000”                                | 5:04  |
|    |                                                   |       |
| 4. | „In the Hall of the Mountain King” (Edvard Grieg) | 6:37  |
|    |                                                   |       |
|    |                                                   | 19:28 |
|    |                                                   |       |

### Dodatkowe utwory na reedycji z 2006 roku
| 1. | „Auntie (Ma-Ma-Ma Belle)” (Take 1)  | 1:19  |
|    |                                     |       |
| 2. | „Auntie (Ma-Ma-Ma Belle)” (Take 2)  | 4:05  |
|    |                                     |       |
| 3. | „Mambo (Dreaming of 4000)” (Take 1) | 5:05  |
|    |                                     |       |
| 4. | „Everyone's Born to Die”            | 3:43  |
|    |                                     |       |
| 5. | „Interludes”                        | 3:40  |
|    |                                     |       |
|    |                                     | 17:52 |
|    |                                     |       |
Autorem wszystkich utworów, z wyjątkiem „In the Hall of the Mountain King”, jest Jeff Lynne.

## Twórcy
- Jeff Lynne – śpiew, gitara
- Bev Bevan – instrumenty perkusyjne
- Richard Tandy – fortepian, syntezator Mooga
- Mike de Albuquerque – gitara basowa, śpiew
- Mik Kaminski – skrzypce (utwory 1-4)
- Mike Edwards – wiolonczela

### Oraz
- Marc Bolan – gitara (utwory 7, 8, 10-13)
- Wilfred Gibson – skrzypce (utwory 5-14)
- Colin Walker – wiolonczela (utwory 5-14)